# Mycosphaerella montellica
Mycosphaerella montellica är en svampart som först beskrevs av Pier Andrea Saccardo, och fick sitt nu gällande namn av Guyot 1946. Mycosphaerella montellica ingår i släktet Mycosphaerella och familjen Mycosphaerellaceae.   Inga underarter finns listade i Catalogue of Life.